# Лавров, Герман Николаевич
Герман Николаевич Лавро́в (1929—1995) — советский кинооператор и кинорежиссёр; заслуженный деятель искусств РСФСР (1974), лауреат Государственной премии РСФСР им. братьев Васильевых (1966).

## Биография
Родился 8 сентября 1929 года в селе Карош, ныне Ярославской области. В 1954 году окончил операторский факультет ВГИКа (мастерская Б. И. Волчека). В 1954—1955 годах — ассистент оператора киностудии «Мосфильм», с 1955 года — оператор-постановщик. С 1977 года — режиссёр «Мосфильма».
В 1985—1987 годах читал курс лекций «Изобразительное решение фильма» для отделения режиссеров по монтажу художественных фильмов на Высших курсах сценаристов и режиссёров.
Умер 7 сентября 1995 года. Похоронен на Востряковском кладбище.

## Фильмография

### Операторские работы
- 1958 — У тихой пристани (с С. Ф. Шемаховым)
- 1960 — Десять шагов к Востоку; Убить человека (к/м)
- 1961 — Девять дней одного года (режиссёр М. И. Ромм)
- 1964 — Большая руда (режиссёр В. С. Ордынский)
- 1965 — Обыкновенный фашизм (режиссёр М. И. Ромм, документальный)
- 1966 — Июльский дождь (режиссёр М. М. Хуциев)
- 1968 — Каратель (режиссёр Манос Захариас)
- 1970 — Карусель (режиссёр М. А. Швейцер)
- 1974 — И всё-таки я верю… (режиссёры М. И. Ромм, М. М. Хуциев, Э. Г. Климов)

### Режиссёрские работы
- 1974 — И всё-таки я верю… (режиссёр М. И. Ромм, закончил картину вместе с М. М. Хуциевым и Э. Г. Климовым)
- 1977 — Позови меня в даль светлую (с С. А. Любшиным) — Гран При и Приз ФИПРЕССИ на Международном кинофестивале Мангейм — Хайдельберг (1977, ФРГ)
- 1982 — Оставить след
- 1987 — Байка (с Г. И. Бурковым)

## Награды
- Заслуженный деятель искусств РСФСР (1974)
- Государственная премия РСФСР имени братьев Васильевых (1966) — за съёмки фильма «Девять дней одного года» (1961)